# Archeuops protibialis
Archeuops protibialis es una especie de coleóptero de la familia Attelabidae.

## Distribución geográfica
Habita en Nueva Guinea (Indonesia).